# 㹧𱮒湖
㹧𱮒湖，从读音亦作昂桑湖，是一个位于中华人民共和国浙江省绍兴市越城区的湖泊，面积约为4.28平方千米，平均水深约为1米。

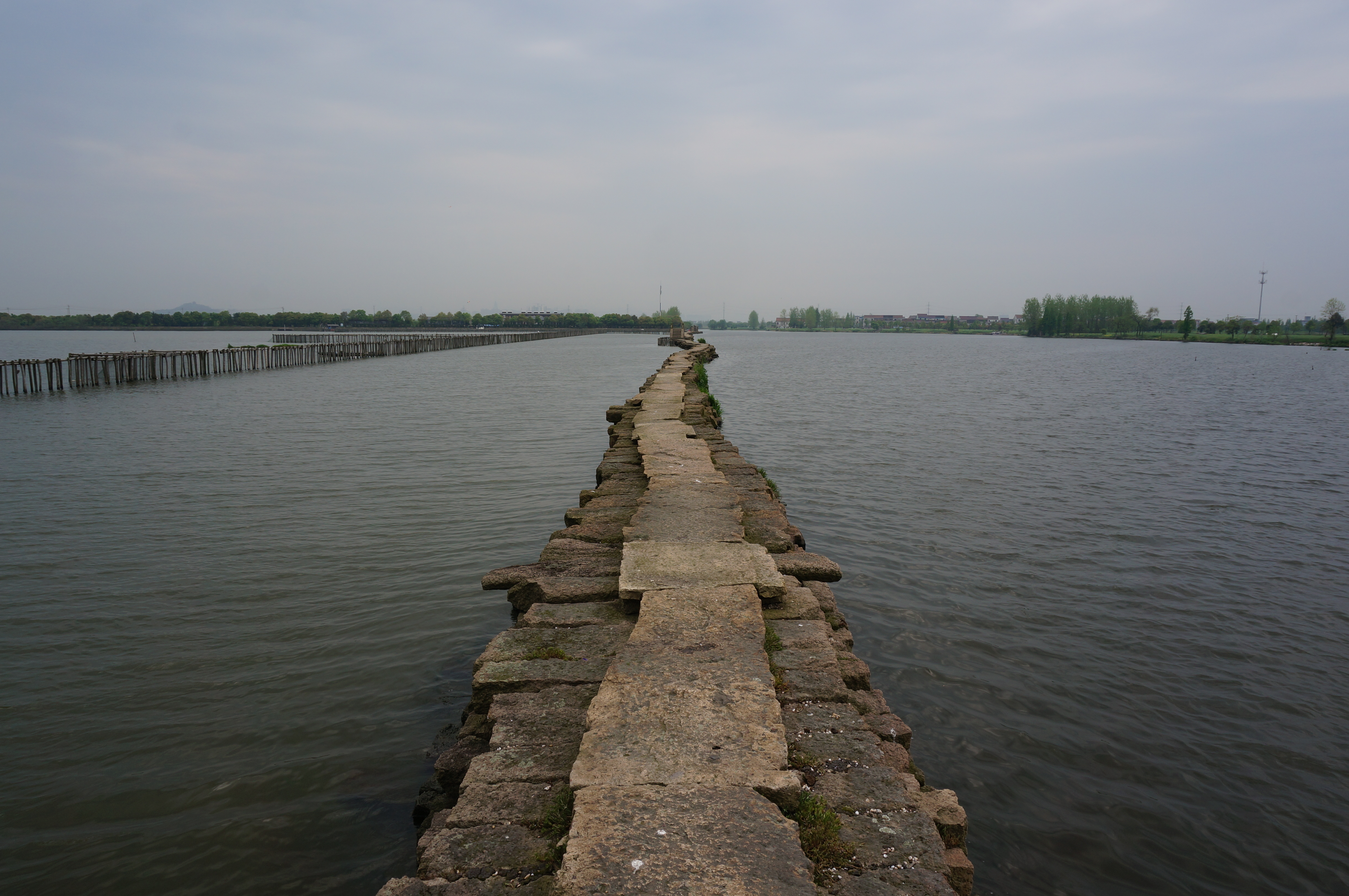
㹧𱮒湖避塘
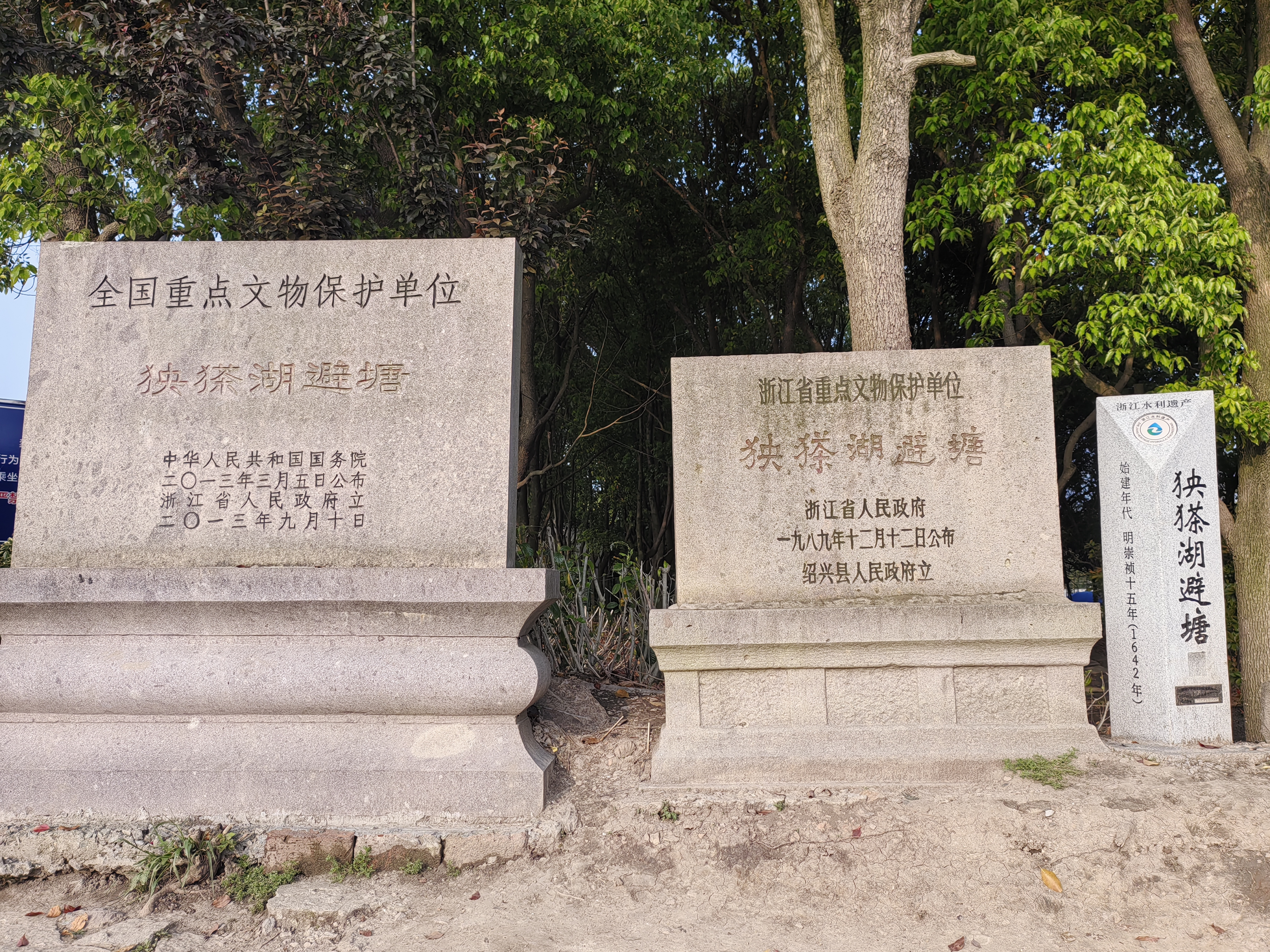
自左向右為寫有「㹧𱮒湖避塘」的全国重点文物保护单位、浙江省文物保护单位、浙江水利遺產標誌